# Miasișcev M-4

Miasișcev M-4 Molot (rusă: ciocan, NATO Bison) este un bombardier strategic cvadrimotor cu reacție.